# تشوو (مغنية)
كيم جيوو (بالكورية:김지우) ولدت في 20 اكتوبر 1999, المعروفة مهنيًأ بإسم تشوو او (بالانجليزية:chuu) (بالكورية: 츄) وهي معنية وشخصية تلفزيونية كورية جنوبية, وهي عضوة سابقة في فرقة الفتيات لوونا ووحدتها الفرعية بالفرقه yyxy.

## حياة سابقة
ولدت تشوو في 20 اكتوبر 1999 في مقاطعة تشنغتشونغ الشمالية ,تشونغجو .هي الأكبر بين ثلاثة أطفال، ولديها شقيقان أصغر. من اجل اختبار القبول لتصل لحلمها كمغنية قامت بغناء "halo" للمغنية الشهيرة بيونسيه. اسمها المسرحي هو "تشو" مشتق من قول اسمها الأول بسرعة. خرجت من مدرسة Saet-byul الابتدائية في تشونغجو (بالكورية: 샛별 초등학교) ومدرسة San-nam المتوسطة (بالكورية: 산남 중학교).

## الحياة مهنية

### لوونا

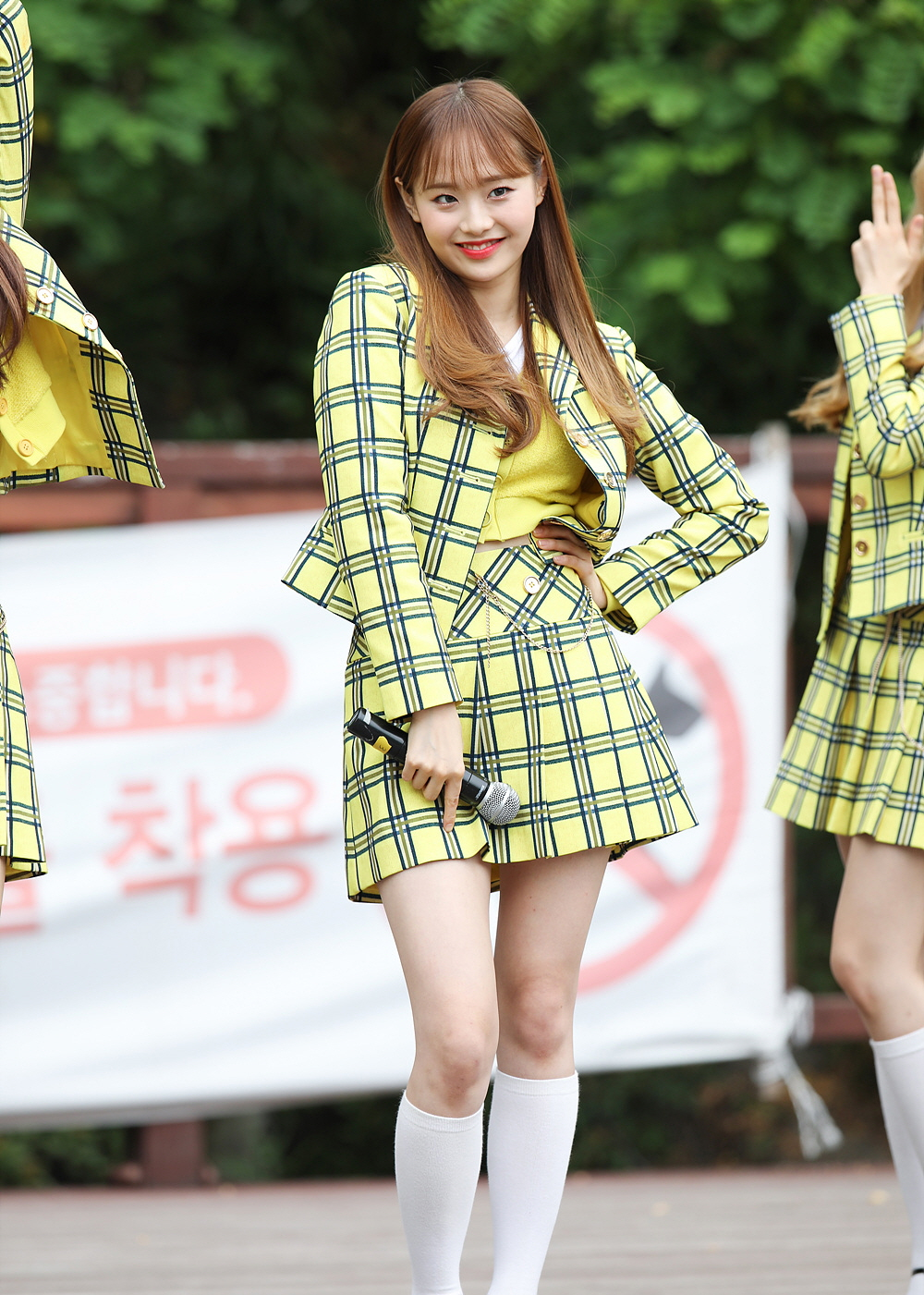
تشوو بعد ادائها كعضوة في فرقة الفتيات لوونا في انكيقايو في 10 يوليو 2018

في 14 ديسمبر2017 تم الكشف عن تشوو بصفتها العضوة العاشره لفرقة الفتيات الكورية لوونا. كجزء من استراتيجية الفرقه قبل ترسيمها, في 28 ديسمبر اصدرت تشوو البومها الفردي مع "heart attack" كالأغنية الرئيسية للالبوم. حصلت تشوو على الترتيب الثامن في مخططات Gaon. وتم تقديمها كالعضوه الثالثه بالوحده الفرعية yyxy وتضم (إيف, غو وون, تشوو, اوليفيا هاي), وتم اصدار beauty & the beat في 30 مايو 2018  وحصل على المرتبة الرابعه في مخططات Gaon. ظهرت لأول مرة رسميا مع جميع عضوات الفرقه في 20 اغسطس مع البوم ترسيم بعنوان EP [+ +] والتيي حصلت على المركز الثاني في مخططات Gaon للالبومات. لكن في 25 نوفمبر 2022، أعلنت وكالة بلوكبيري رحيل تشوو من لوونا.

#### الانفصال عن الفرقه
في 25 نوفمبر 2022 اعلنت وكالة بلوكبيري ان تشووو سوف تطرد من لوونا موضحه بأنه "كانت هناك تقارير عن اسائة التعامل, وسوء لفظ تشوو اتجاه الموظفين داخل الشركة وقد كشف التحقيق الحقيقة ، وممثل الشركة يعتذر ويسعى الى راحة الموظفين ", ووقعت تشوو مؤخرا في شائعات عن سوء التعامل مع الموظفين وسوء استخدام السلطة والتنمر داخل شركتها, ومع ذلك رفضت الشركه الكشف عن ادلة بشأ، اشاعات اساءة التعامل للجمهور والمعجبين في نهاية 2021 تقدمت تشوو بطلب للحصول على امر قضائي مؤقت اتجاه وكالتها لتعليق العقد كما ورد أنها أسست في أبريل الماضي شركتها الخاصة، وشغلت هي نفسها منصب الرئيس التنفيذي.

### مهنة التلفزيون
في 10 مايو 2019 ظهرت تشوو لأول مرة في التمثيل ولعبت دور البطولة في الدراما Dating Class بإسم Eun-sol من يوليو الى سبتمبر شاركت في استضافة الموسم الثاني من البرنامج المتنوع Insane Quiz Show مع ام جي من أسترو وجونج ايل-هون من بي تو بي. ويستضيف العرض ضيفين من المشاهير في كل حلقة ويشاركهما في تحديات مختلفة
في يناير ظهرت تشوو في بطولة إم بي سي لنجم العام الجديد, وبسبب ذلك تعرضت القناه للانتقادات لان احد موظفي الشركة الذكور تنمر على شعر تشوو بطريقة وقحه .

### المهنة موسيقية
في 27 يونيو 2022 اصدرت تشوو اغنية منفرده بعنوان "Lullaby" مع بي.أي كتعاون مع دينجو ميوزك, في 11 اغسطس اعلنت تشوو انها ستطلق اغنيتها "One and Half", وهي ريميك او نسخة مطوره لنسخة 1994 التي اطلقتها الفرقه الكوريه Two Two في 4 سبتمبر

## تبرعات
في 28 ديسمبر 2022 ، أعلنت تشوو عبر قناتها على يوتيوب أنه تم التبرع بجميع عائدات البضائع المباعة في متجر جيوو إلى كوريا ميوزك بور بلانيت لتحسين رفاهية الموسيقيين.

## الحياة الشخصية
في فبراير 2018 ، تخرجت تشوو ، جنبًا إلى جنب مع زميلتها في الفرقه كيم ليب ، من مدرسة Hanlim Multi Art School.